# Antoine Huby
Antoine Huby (født 19. januar 2001 i Uzel) er en cykelrytter fra Frankrig, der kører for Soudal Quick-Step.

## Karriere
Huby voksede op med to yngre brødre og en søster i byen Uzel i det centrale Bretagne. Som 4-årig begyndte han at cykle i den lokale klub Cyclo Club Uzelais. Her foretrak han cykelcross, og er blevet fransk mester i ungdoms-, junior-, og U23-rækken. I 2021 kom der også fokus på landevejscyklingen, samtidig med at han kørte for det profesionelle crosshold Cross Team Legendre.